# NGC 55

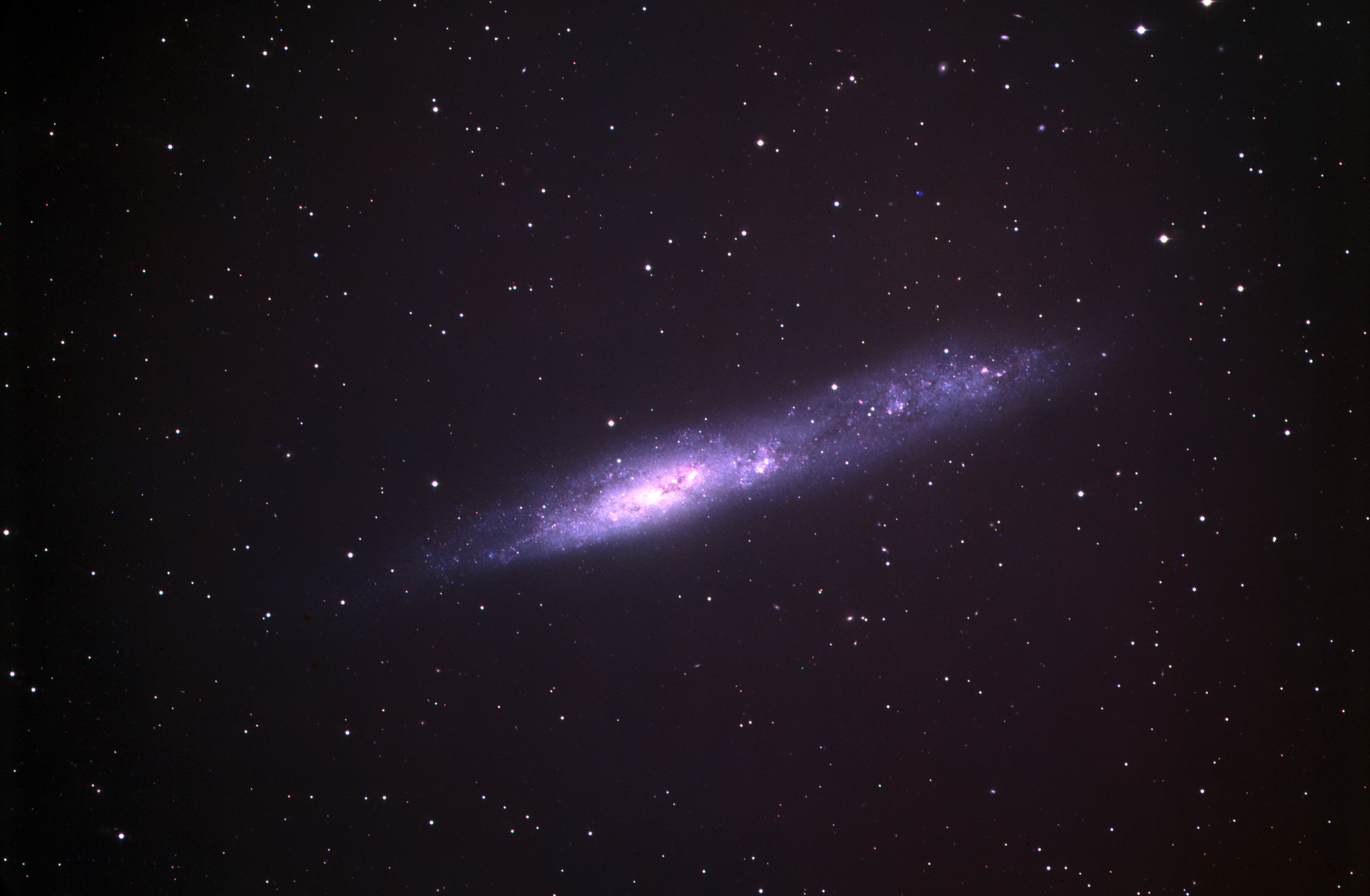
NGC 55

NGC 55 sau Caldwell 72 este o galaxie spirală barată magellanică din constelația Sculptorul. Este una dintre cele mai apropiate galaxii de Grupul Local. 